# George Poede
George Poede (n. 29 ianuarie 1952) este filosof politic, profesor universitar și conducator de doctorat la facultatea de filosofie și studii social-politice a Universității Alexandru Ioan Cuza din Iași. În 2016 a fost nominalizat de către Ministerul Educației Naționale al Republicii franceze pentru Ordinul Palmelor Academice, în rang de Cavaler.

## Experiență academică
Între 1979 și 1990 a fost asistent universitar la catedra de socialism științific a facultății de istorie și filosofie a Universității Alexandru Ioan Cuza din Iași. În 1990-91, a devenit lector în cadrul departamentului de sociologie și politologie. În 1996 a obținut un doctorat în filosofie cu o teză despre Dominație și Putere în Gândirea Politică lui Max Weber sub conducerea lui Petre Dumitrescu. A devenit conferențiar în 2002 și profesor în 2006. În 2007 a devenit conducător de doctorat și a condus numeroase doctorate din acel moment.

## Filosofie
Expert în gândirea politică lui Max Weber, tatal antipozitivismului sociologic, este titular al unui curs de doctorat despre Paradigme de cunoaștere și comunicare. Domeniile sale de interes includ teoria cunoașterii, teoria puterii, teoria politică și obiectivitatea și subiectivitatea în știința politică.

## Recunoașteri
Profesorul Poede a lucrat ca expert într-un număr de proiecte finanțate de către instituțiile UE și ONU, guverne naționale și organizații private. Este Vice-Președinte al Asociației Române de Relații Internaționale și Studii Europene (ARRISE). În 2016 a fost nominalizat de către Ministerul Educației Naționale al Republicii franceze pentru Ordinul Palmelor Academice, în rang de Cavaler.

## Cărți
- Poede, G. (2002). Dominație și putere în gândirea lui Max Weber. Tipo Moldova.
- Poede, G. (2002). Politici sociale: o abordare politologică. Tipo Moldova.
- Poede, G. (2004). Politică, Putere, Cunoaștere. Tipo Moldova.
- Poede, G. (2005). Europa și modelul său social. Tipo Moldova.
- Poede, G., & Puha, E. (2005). Concepte fundamentale în știința politică. Tipo Moldova.